# Il padre e lo straniero
Il padre e lo straniero è un film del 2010 diretto da Ricky Tognazzi.
Il film, uscito nelle sale cinematografiche italiane il 18 febbraio 2011, è stato riconosciuto dal Ministero per i Beni e le Attività Culturali italiano.
Il film, presentato fuori concorso al Festival Internazionale del Film di Roma 2010, è tratto dall'omonimo romanzo di Giancarlo De Cataldo.

## Trama
Diego, impiegato romano con figlio disabile, conosce Walid, ricchissimo uomo d'affari siriano anche lui padre di un bimbo gravemente disabile. Dalla stessa sofferenza nasce un'insolita amicizia e i due cominciano a frequentarsi tra bagni turchi, spese di lusso e una misteriosa cognata di nome Zaira. Insieme si recano con un volo privato in Siria a scoprire il pezzo di terra che Walid ha comprato per il figlioletto. Al ritorno da quello strano viaggio-lampo, il dolore che impediva a Diego e sua moglie di ritrovare la passione, pian piano svanisce, proprio mentre il misterioso Walid scompare, inseguito dal sospetto di terrorismo. Pedinato dai servizi segreti, in una Roma soffocante e ambigua, Diego parte alla ricerca dell'uomo e scopre invece una scioccante, commovente, verità.